# Schutz-und-Fürbitte-Kirche der Gesegneten Jungfrau (Saliszi)

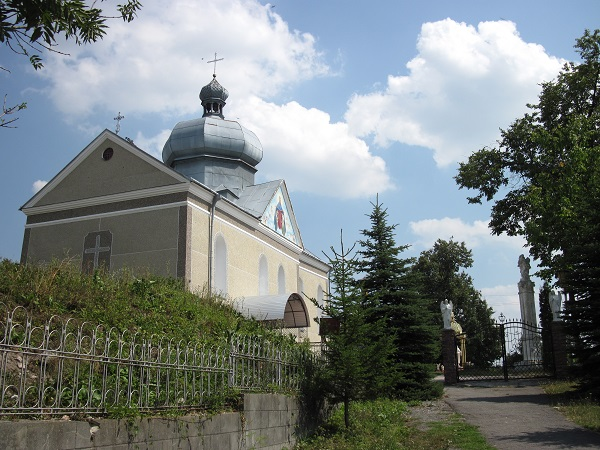
Schutz-und-Fürbitte-Kirche der Gesegneten Jungfrau in Saliszi

Die Schutz-und-Fürbitte-Kirche der Gesegneten Jungfrau (früher: St. Lorenz des Augustinischen Ordens; ukrainisch Церква Покрови Пресвятої Богородиці; wiss. Transliteration Cerkva Pokrovy Presvjatoï Bohorodyci) ist ein 1645 fertiggestellter, orthodoxer Kirchenbau des Barock in Saliszi, Ukraine. Kirche und Glockenturm sind als Baudenkmal nationaler Bedeutung eingetragen.

## Geschichte
Mit Zustimmung des Großherzogs von Russland, Władysław IV. Wasa, ließen sich in der ersten Hälfte des 17. Jahrhunderts Mönche des Augustinischen Ordens in Saliszi nieder. Im Jahre 1639 erlaubten Propst Andrzej Gembicki, Bischof von Luzk, und die polnischen Fürsten Dymitr Jerzy und Konstanty Krzysztof Wiśniowiecki den Bau eines Klosters. Florian Granski weihte den Grundstein. Fürst Jeremi Wiśniowiecki übernahm die Kosten des Baus, der bis 1645 andauerte. Am 25. April 1645 sicherte er die Finanzierung und Rohstoffe zu sowie die Nutzung von Land, Wäldern und Mühlen und einiges mehr. Zur gleichen Zeit, etwa 1643, wurde in Lwiw nahe der Kirche St. Anna ein weiteres Augustinerkloster gegründet.
Dem Kloster standen mindestens vier Kanoniker vor. Zu ihren Aufgaben gehörten zwei Gottesdienste in der Woche für Erfolg und Glückseligkeit des Fürstenhauses Wiśniowiecki sowie zwei Gottesdienste für die verstorbenen Mitglieder der Familien Wiśniowiecki und Zbaraski. Außerdem sollte der Fürstenfamilie die Kirche für Gottesdienste mit Bischof Andrzej Gembicki zur Verfügung stehen. Später wurde es den Priestern nicht mehr erlaubt, an Ostern Beichten abzunehmen.
Saliszi wurde 1648 von den Kosaken unter Maksym Krywonis, 1675 von den Tataren und von den schwedischen und den Moskauer Truppen im 18. Jahrhundert eingenommen. Die Schäden, die das Kloster dadurch erfahren hat, wurden Anfang des 18. Jahrhunderts restauriert. Während des Besuchs Pater Epiphany Genserowskys wurde 1720 ein bedrohlicher Zustand des Kirchendachs festgestellt, für dessen Reparatur 100 Gulden zur Verfügung gestellt wurden. Zu Zeiten Józef Potockis als Großhetman der Polnischen Krone 1735 bis 1751 wurde die Kirche gründlich saniert. Sie wurde von Bischof Franciszek Antoni Kobielski geweiht. Auf Geheiß seines Vaters Józef Potocki stellte Stanisław „Rewera“ Potocki den Unterhalt der zwölf verbliebenen Augustiner bereit.
Nach der ersten Teilung Polens fiel Saliszi an die Habsburger. Aufgrund der religiösen Reformen Joseph II. wurde das Kloster am 14. April 1787 geschlossen. Zu dieser Zeit lebten dort sieben Priester, vier Geistliche und vier Ordensbrüder. Im Jahre 1790 verließen die Mönche das Kloster und verkauften ihre Aktiva auf einer Auktion für 33.795 Gulden. Die Ukrainische griechisch-katholische Kirche kaufte die Kirche für 2789 Gulden und stattete sie aus. Nach 1801 wurden zwei Gebäude des Klosters an die Barmherzigen Schwestern vom hl. Vinzenz von Paul aus Brody zur Errichtung einer Krankenpflegestation übergeben.

## Architektur und Ausstattung
Der Bau der Kirche besteht aus einem vierschiffigen Langhaus und einem etwas schmaleren, fast gleich langen zweischiffigen Presbyterium mit dreieckiger Apsis, wobei die Achse des Presbyteriums gegenüber der Mittelschiffachse nach Süden gerichtet ist. Südlich wurde eine rechteckige Sakristei angebaut. Außen sind die Wände ohne Dekor, nur unter dem Dach ragt ein kaum profiliertes Gesims hervor. Die Kirche ist mit einem Satteldach aus Zinn bedeckt.
Im Inneren sind die Kirchenschiffwände durch Halbsäulen getrennt gegliedert, auf denen sich das halbrunde, mit Lünetten bedeckte Gewölbe erhebt. Die drei Altäre entstanden im 18. Jahrhundert, der große befindet sich in der Apsis, die zwei kleineren seitlich. Die Chöre ruhen auf zwei Säulen. Im 19. Jahrhundert wurde die Kirche innen neu gestrichen. Im Presbyterium ist eine niedrige Ikonostase installiert.
Auf dem Kirchhof befindet sich ein gemauerter Glockenturm, der mit Lisenen, Gesimsen, Figurengiebeln und Rocaillevasen verziert ist. Auf beiden Seiten der Säule ist eine ausdrucksstarke Skulptur der Unbefleckten Empfängnis auf einem hohen Sockel installiert.
Im Jahre 1979 wurde die Kirche in die Liste der Denkmäler der Stadtplanung und Architektur der UdSSR aufgenommen.